# Kaiser-Karls-Gymnasium

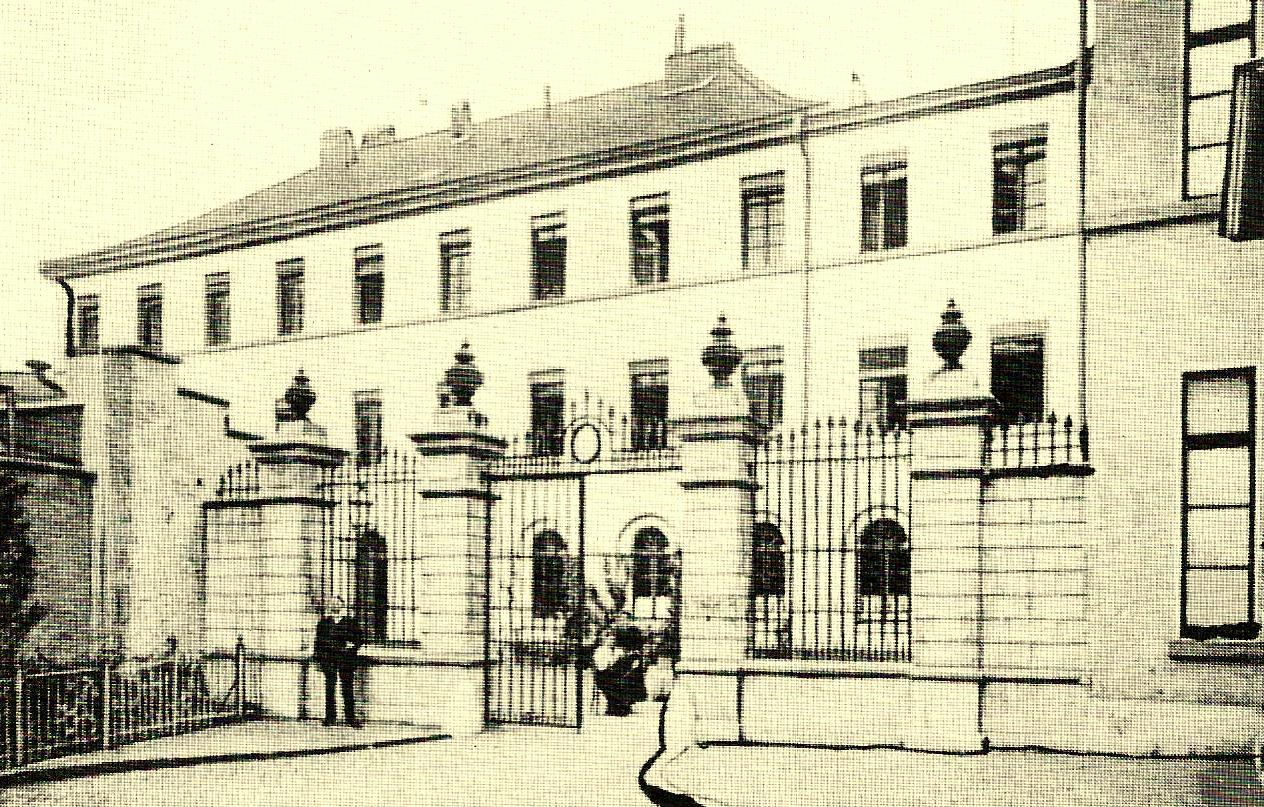
Ausweichquartier von 1902 bis 1906

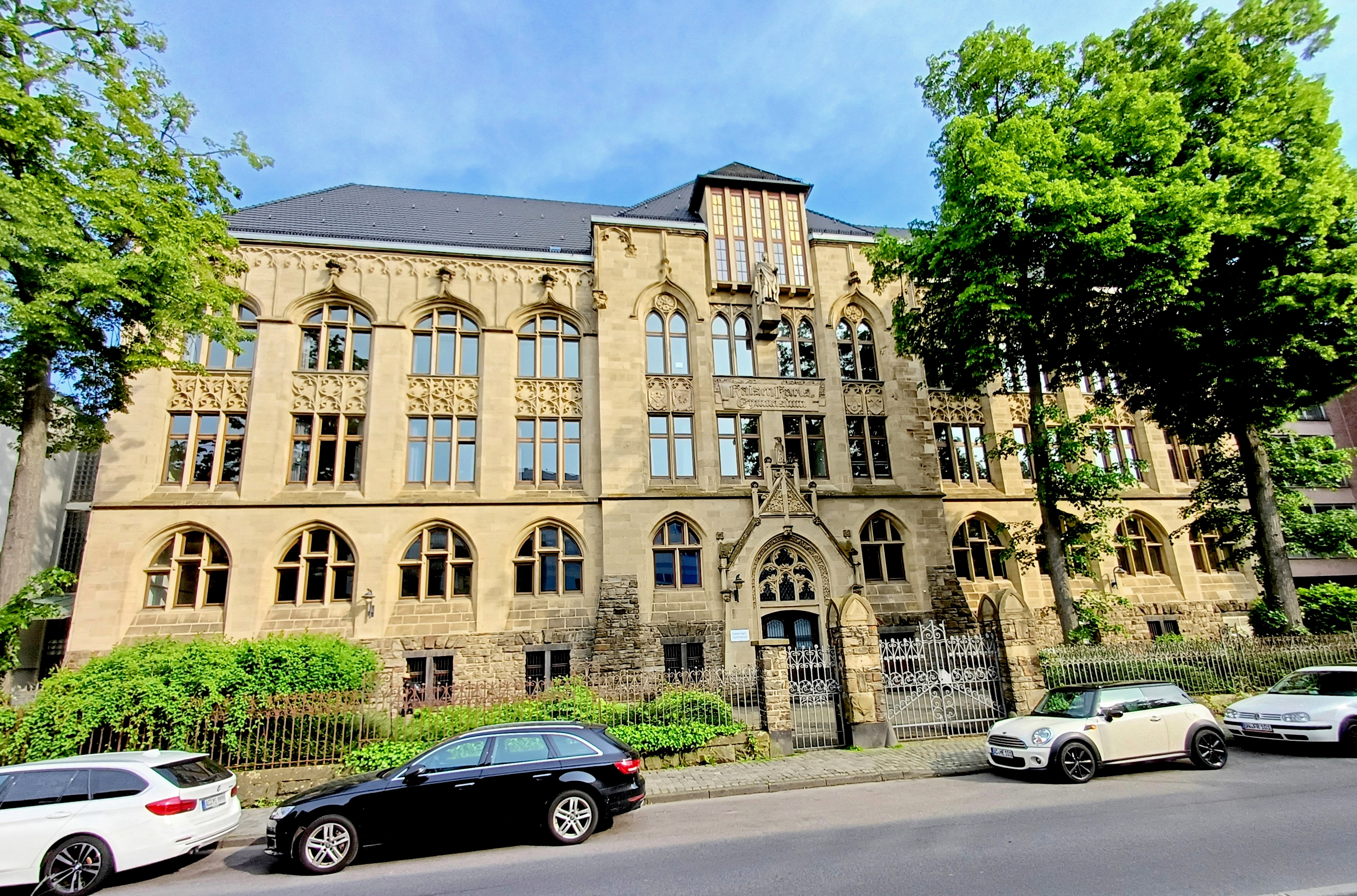
Schulgebäude ab 1906

Das Kaiser-Karls-Gymnasium (kurz: KKG) wurde 1601 von der Jesuiten-Kommunität Aachen gegründet und ist das älteste Gymnasium der Stadt Aachen. Die ehemalige Jungenschule hat heute einen Anteil von etwa 39 Prozent Schülerinnen.

## Geschichte
Im September 1601 eröffnete die Schule, damals noch unter dem Namen „Gymnasium Marianum des Jesuitenordens“, in der Scherpstraße (heutige Annastraße). Anfangs verfügte sie über zwei Grammatikklassen. Bis 1602 wurden zwei weitere Klassen eingerichtet. Im April 1615 erfolgte die Grundsteinlegung zum Bau des Gymnasiums und der Kolleggebäude. Im großen Stadtbrand von Aachen 1656 wurden die Kolleggebäude jedoch fast vollständig zerstört, allein das Schulgebäude blieb unbeschädigt.
Das Gymnasium nahm an Größe und Bedeutung zu. Im 17. und 18. Jahrhundert wuchs es zu einer siebenklassigen Vollanstalt, etwa 1000 Schüler besuchten die Jesuitenschule. 1773 wurde der Jesuitenorden durch Papst Clemens XIV. aufgelöst, das Gymnasium und Kolleggebäude wurden daraufhin geschlossen. Die Gebäude fielen an die Freie Reichsstadt Aachen und nannte sich demgemäß „Gymnasium Marianum der Freien Reichsstadt Aachen“.
1792 bis 1794 war Aachen von den französischen Revolutionstruppen besetzt, das Schulgebäude wurde beschlagnahmt. Die Schule musste daraufhin vorübergehend im Kloster der Regulierherren untergebracht werden, ein Jahr später fand der Unterricht gezwungenermaßen in den Privaträumen der fünf Klassenleiter statt. 1802 wurden die Lehrer nicht mehr von der Stadt Aachen bezahlt und waren vom Schulgeld der nur noch 63 Schüler abhängig.
1803 genehmigte der französische Präfekt Alexandre Méchin die Errichtung einer Sekundärschule nach französischem Vorbild. Vier Lehrer des ehemaligen Gymnasiums Marianum leiteten den Unterricht. Zum Direktor wurde der napoleonische Prokurator Franz Gall berufen. Am 3. August 1804 erfolgte ein Erlass Napoleons, aufgrund dessen die Schule im Augustinerkloster in der Pontstraße untergebracht wurde, das durch die Säkularisation dem französischen Staat zugefallen war. Die zum Kloster gehörende ehemalige St. Katharina-Kirche verblieb beim Gymnasium und wurde fortan als Aula Carolina bezeichnet. Am 1. Dezember 1805 eröffnete das Collège in Anwesenheit des neuen Präfekten Jean Charles Joseph de Laumond. 1811 löste der Theologe Josef Erckens Gall als Direktor ab.
Am 18. Januar 1814 wurde Aachen durch die Truppen der Alliierten besetzt. Acht Monate später folgte ein Erlass, nach dem die Schule als „Preußisches Gymnasium“ bzw. „Gymnasium zu den Augustinern“ weitergeführt werde und vier Klassen umfasste. Die Fächer Deutsch, Geschichte, Griechisch und Mathematik wurden verstärkt. 1820 hatte das Gymnasium 116 Schüler und umfasste sechs Klassen. 1827 wurde Johann Joseph Schoen als Nachfolger des Altphilologen Friedrich Anton Rigler zum Direktor der Schule ernannt und bekleidete dieses Amt 44 Jahre lang. Bereits 1830 war die Schülerzahl auf 292 gewachsen. Während der Julirevolution im selben Jahr, die auch in Aachen zu massiven Unruhen führte, bewaffneten sich Lehrer und Schüler und versahen Wachdienste. 1842 erhielt die Schule den offiziellen Namen „Königliches Gymnasium zu Aachen“ und 1886 schließlich ihren heutigen Namen Kaiser-Karls-Gymnasium. Die Schülerzahl betrug zu diesem Zeitpunkt 557. Ab 1888 wurde ein Neubau am Augustinerbach geplant. 1903 begann der Bau des neuen Schulgebäudes nach Entwürfen des Aachener Stadtbaumeisters Joseph Laurent. Am 4. April 1906 konnte es bezogen werden, nachdem die Schule ab 1902 vorübergehend Platz in dem ehemaligen und umgewidmeten Franziskanerkloster Aachen gefunden hatte. Das heutige Gebäude am Augustinerbach ist somit bereits mehr als hundert Jahre alt. Im Ersten Weltkrieg wurden mehrere Schüler und Lehrer eingezogen, es kam zu Notreifeprüfungen und einem Absinken der Schülerzahl auf 507.
Im Laufe der 1920er-Jahre sank die Schülerzahl weiterhin und betrug 1929 nur noch 466. Nachdem Adolf Hitler 1933 Reichskanzler geworden war, begann der Zugriff der nationalsozialistischen Machthaber auf die Schule. Politisch profilierte Lehrer wurden durch Versetzung gemaßregelt, andere Lehrkräfte wurden zugewiesen. 1934 wurde der Unterricht durch die „Rust-Erlasse“ reglementiert, Schüler und Lehrer wurden zur Napola einberufen. Nach der Schulreform von 1937 blieb das Kaiser-Karls-Gymnasium als eine der wenigen Schulen der Rheinprovinz humanistisches Gymnasium mit Latein und Griechisch als Pflichtfächern; der gymnasiale Bildungsweg wurde von neun auf acht Schuljahre verkürzt, deshalb fanden 1937 zwei Reifeprüfungen statt.
Von 1961 bis 1983 wirkte Johannes Helmrath als Direktor und Pädagoge am zu seiner Zeit noch humanistisch geprägten Kaiser-Karls-Gymnasium zu Aachen. Die präzise Arbeit des Spracherwerbs war für ihn jedoch kein Selbstzweck, sondern der Schlüssel zur Geisteswelt der Antike und zum Verständnis der Sprache als Instrument des Geistes. In diesem Sinne bot Helmraths Griechischunterricht zugleich eine Einführung in die griechische Philosophie anhand der Quelltexte. Seine Schülerinnen und Schüler nannten ihn „Zeus“. Der Historiker Johannes Helmrath ist sein Sohn und Schüler. Glanzpunkte im kulturellen Leben Aachens seiner Zeit waren die von Helmrath geprägten Karlsfeste zum 28. Januar eines jeden Jahres. Geistiger Höhepunkt der Schulveranstaltung war Helmraths Rede, die im Reichtum antiker Rhetorik pädagogische und kulturelle Probleme der jeweiligen Gegenwart in den Blick nahm. Meist konnte nur das Audimax der RWTH Aachen den Andrang seiner Hörerinnen und Hörer fassen, der weit über den Kreis der Elternschaft hinausging. Geistlicher Höhepunkt der Aachener Karlsfeste war das feierliche lateinische Hochamt im Aachener Dom mit eindrucksvoller Sakralmusik, für die der ehemalige Karlsschüler und Domkapellmeister Prälat Rudolf Pohl verantwortlich war.
Heute hat das Kaiser-Karls-Gymnasium etwa 866 Schüler. Die früher für den Unterricht der „alten Sprachen“ bekannte Schule hat ihren Schwerpunkt durch die Zertifizierung zur MINT-EC-Schule und enge Kontakte zur RWTH Aachen auf den naturwissenschaftlichen Bereich gelegt. Da es zugleich den „Integrationsaspekt anlässlich der aktuellen politischen Situation in Europa“ betont, erscheint es umso drängender, in Helmraths Sinne die Humanitas Christiana neu zu entdecken, zu verinnerlichen und der kommenden Generation weiterzugeben: „Und doch darf Glaube an die Tragfähigkeit und Schönheit der christlich gewendeten Paideia zuversichtlich sein: Sie ist die einzige Bildungsidee, die, immer wieder verjüngt, die Jahrtausende durchstrebt hat; sie hat den Bildersturm der ersten Reformation überdauert, sie wird in dem der zweiten nicht untergehen“. Die Schule ist auch für ihre Kunst-Etage bekannt. An der Schule unterrichtete von 1939 bis 1979 als Kunsterzieher der Maler Hubert Werden.
Die im Zweiten Weltkrieg massiv beschädigte Aula Carolina wurde erst 1980 wieder vollständig nach altem Vorbild, aber an die heutige Nutzung angepasst neu aufgebaut, restauriert, saniert und unter Denkmalschutz gestellt. Sie dient an Schultagen bis 17 Uhr dem KKG dem internen Betrieb und steht außerhalb dieser Schulzeiten für externe Veranstaltungen, besonders für klassische Konzerte, Empfänge, Vorträge, Theatervorstellungen, Lesungen und Ausstellungen zur Verfügung.

## Bibliothek
Das Kaiser-Karls-Gymnasium in Aachen beherbergt eine Gymnasialbibliothek, geführt als Lehrerbibliothek, von insgesamt ca. 22.500 Bänden mit einem historischen Bestand von ca. 12.000 Exemplaren. Die Anfänge der Bibliothek werden um 1601 datiert. Die Bibliothek hält darüber hinaus auch einen Bestand von insgesamt ca. 50.000 Exemplaren an Schulprogrammen aus den Jahren von 1811 bis 1915.

## Bekannte Lehrer (Auswahl)
- Eduard Arens (1866–1935), Deutsch und Geschichte
- Johann Baptist Joseph Bastiné (1783–1844), Zeichenlehrer (1814–1844)
- Alfons Fritz (1861–1933), Geschichtslehrer (ab ca. 1890 bis vor 1933)
- Wendelin Haverkamp (* 1947), Deutschlehrer, später Kabarettist und Autor
- Johannes Helmrath (1920–1999), klassischer Philologe und Direktor von 1961 bis 1983
- Joseph Klinkenberg (1857–1917), Lehrer für Griechisch, Latein, Hebräisch und Französisch (1881–1886)
- Josef Liese (1866–1939), Gymnasialprofessor
- Heinrich Milz (1830–1909), Gymnasialprofessor, Philologe und anschließender Rektor des Marzellengymnasiums (1859–1884)
- Joseph Müller (1802–1872), Oberlehrer für Sprachen und Naturwissenschaften; Mundartdichter
- Otto Paschen (1873–1947), Religionslehrer (1899–1903)
- Christian Quix (1773–1844), Oberlehrer für Alte Sprachen, Geschichte und Naturgeschichte (1806–1823)
- Caspar von Reth (1850–1913), Porträt- und Tiermaler, Zeichenlehrer (1874–1898)
- Friedrich Anton Rigler (1797–1874), Altphilologe und Direktor von 1825 bis 1827
- Johann Theodor Rottels (1799–1882), Pädagoge und Philosoph sowie Mitglied im Görreskreis, Lehrer vor 1832
- Martin Joseph Savelsberg (1814–1879), Gymnasialprofessor für Theologie und Bibliothekar (1852–1879)
- Wilhelm Schmetz (1890–1938), Kunstlehrer (ab 1918)
- Matthias Schwickerath (1892–1974), Botaniker (1932–1957)
- Hubert Werden (1908–2005), Kunstlehrer (1939–1971)
- Fritz ter Wey (* 1943), Musiklehrer

## Ehemalige Schüler (Auswahl)
| Name                           | Lebensdaten  | Schulepoche           | Bemerkung |
| ------------------------------ | ------------ | --------------------- | --- |
| Karl Allgaier                  | 1953–2022    | KKG                   | Germanist, Sprachwissenschaftler und Dialektologe                                                                     |
| Walter Ameling                 | 1958–        | KKG                   | Althistoriker |
| Matthias Baltes                | 1940–2003    | KKG                   | Altphilologe |
| Eduard Beaucamp                | 1937–        | KKG                   | Kunstkritiker und Publizist                                                                                           |
| Theodor Beaucamp               | 1892–1944    | KKG                   | Verwaltungsbeamter, Landrat in Kirchhain und Düren                                                                    |
| Nicolaus Wilhelm Beckers       | um 1630–1703 | Marianum              | Mediziner und Leibarzt                                                                                                |
| Stephan Beissel                | 1841–1915    | Königliches Gymnasium | Jesuit und Kunsthistoriker                                                                                            |
| Caspar Anton von Belderbusch   | 1722–1784    | Marianum              | Deutschordensritter und Premierminister in Kurköln                                                                    |
| Dirk Bieresborn                | 1965–        | KKG                   | Jurist und Richter am Bundessozialgericht                                                                             |
| Franz Bock                     | 1823–1899    | Augustinum            | Kanonikus und Kunsthistoriker                                                                                         |
| Elena Bongartz                 | 1988–        | KKG                   | Schwester von David Garrett, Songwriterin und Pianistin                                                               |
| Frank Bräutigam                | 1975–        | KKG                   | Journalist und Jurist, Moderator des ARD-Ratgebers Recht                                                              |
| August Brandt                  | 1866–1917    | Königliches Gymnasium | Theologe |
| Joseph Ludwig Buchkremer       | 1899–1986    | KKG                   | Weihbischof von Aachen                                                                                                |
| Stephan Buchkremer             | 1901–2000    | KKG                   | Elektroingenieur und Gründer der Aachener Domwache                                                                    |
| Egbert Bülles                  | 1946–        | KKG                   | Oberstaatsanwalt in Köln                                                                                              |
| Ernst Burghartz                | 1921–2008    | KKG                   | Architekt |
| Erwin Classen                  | 1889–1944    | KKG                   | Verwaltungsbeamter und Landrat                                                                                        |
| Severin Corsten                | 1920–2008    | KKG                   | Direktor der Universitäts- und Stadtbibliothek Köln                                                                   |
| Johann Joseph Couven           | 1701–1763    | Marianum              | Architekt und Baumeister des Barocks                                                                                  |
| Peter Josef Franz Dautzenberg  | 1769–1828    | Marianum              | Journalist und Zeitungsverleger sowie Begründer der Stadtbibliothek Aachen                                            |
| Alfred Dickersbach             | 1931–2023    | KKG                   | Vorsitzender Richter am Bundesverwaltungsgericht                                                                      |
| Julius Dorpmüller              | 1869–1945    | Königliches Gymnasium | Reichsbahn-Generaldirektor und Reichsverkehrsminister                                                                 |
| Arthur Eichengrün              | 1867–1949    | Königliches Gymnasium | Chemiker und Erfinder der Acetylsalicylsäure                                                                          |
| Otto Eschweiler                | 1931–2022    | KKG                   | Hauptgeschäftsführer der IHK Aachen und Honorarkonsul der Niederlande                                                 |
| Ludwig Falkenstein             | 1933–2015    | KKG                   | Historiker, Diplomatiker und Hochschullehrer                                                                          |
| Marino Freistedt               | 1954–        | KKG                   | Politiker (CDU) |
| Jörg Fündling                  | 1970–        | KKG                   | Althistoriker |
| Christian Geyer-Hindemith      | 1960–        | KKG                   | Journalist und Redakteur der Frankfurter Allgemeinen Zeitung                                                          |
| Albert Gier                    | 1953–        | KKG                   | Begründer der Librettologie in Deutschland, Professor an der Universität Bamberg                                      |
| Martin Gies                    | 1951–        | KKG                   | Regisseur und Drehbuchautor                                                                                           |
| Hans Globke                    | 1898–1973    | KKG                   | Kommentator der Nürnberger Rassegesetze, Staatssekretär in der Regierung Adenauer                                     |
| Franz Josef Görtz              | 1947–2017    | KKG                   | Journalist, Redakteur und Schriftsteller                                                                              |
| Herbert Görtz                  | 1955–        | KKG                   | Dirigent und Direktor der Musikhochschule Köln, Abteilung Aachen                                                      |
| Joseph Greving                 | 1868–1919    | Königliches Gymnasium | Kirchenhistoriker |
| Rolf Große                     | 1958–        | KKG                   | Historiker für mittelalterliche Geschichte                                                                            |
| Achim Großmann                 | 1947–2023    | KKG                   | Mitglied des Bundestages, Staatssekretär im Verkehrsministerium                                                       |
| Cornelius von Guaita           | 1766–1821    | Marianum              | Nadelfabrikant sowie Maire und Bürgermeister                                                                          |
| Werner Hacke                   | 1948–        | KKG                   | Neurologe und Schlaganfallforscher                                                                                    |
| Heinrich Hahn                  | 1800–1882    | Marianum              | Arzt, Abgeordneter des preußischen Landtags und Gründer des deutschen Franziskus-Xaverius-Vereins                     |
| Joseph Hammels                 | 1868–1944    | Königliches Gymnasium | Weihbischof von Köln                                                                                                  |
| Michael Hammers                | 1965–        | KKG                   | deutscher Künstler und Designer                                                                                       |
| Karl Hasse                     | 1835–1890    | Königliches Gymnasium | preußischer Oberregierungsrat und Landrat des Kreises Monschau                                                        |
| Wilhelm Havers                 | 1879–1961    | KKG                   | Sprachwissenschaftler und Indogermanist                                                                               |
| Wilhelm Heerde                 | 1898–1991    | KKG                   | deutscher Bildhauer und Politiker (NSDAP)                                                                             |
| Hanns Heidemanns               | 1927–2012    | KKG                   | Apotheker |
| Gerd Heinz                     | 1940–        | KKG                   | Schauspieler, Regisseur, Professor und Leiter der Opernschule an der Staatlichen Musikhochschule Freiburg im Breisgau |
| Johannes Helmrath              | 1953–        | KKG                   | Historiker für mittelalterliche Geschichte                                                                            |
| Will Hermanns                  | 1885–1958    | KKG                   | Mundartdichter sowie Leiter des Internationalen Zeitungsmuseums und des Presseamts der Stadt Aachen                   |
| Nikolaus Heyendal              | 1658–1733    | Marianum              | aus Walhorn im damaligen Herzogtum Limburg stammender Theologe und Abt der Abtei Rolduc                               |
| Klaus Honnef                   | 1939–        | KKG                   | Kunsthistoriker und Kunstkritiker                                                                                     |
| Leo Hugot                      | 1925–1982    | KKG                   | Dombaumeister und Stadtkonservator von Aachen, Architekt, Erbauer der Rathaustürme von Aachen                         |
| Andrej Hunko                   | 1963–        | KKG                   | Politiker und Bundestagsabgeordneter der Partei Die Linke                                                             |
| Hermann Jansen                 | 1869–1945    | Königliches Gymnasium | Architekt und Stadtplaner                                                                                             |
| Johann Ferdinand Jansen        | 1758–1834    | Marianum              | Historien- und Landschaftsmaler sowie Heimatdichter                                                                   |
| Wilhelm Leopold Janssen        | 1830–1900    | Königliches Gymnasium | Verwaltungsbeamter, Landrat und Politiker                                                                             |
| Franz Jörissen                 | 1868–1932    | Königliches Gymnasium | Politiker der Wirtschaftspartei                                                                                       |
| Matthias Joseph Johnen         | 1817–1906    | Augustinum            | Ehrendomherr am Kölner Dom                                                                                            |
| Egidius Jünger                 | 1833–1895    | Königliches Gymnasium | Römisch-katholischer Geistlicher und Bischof von Nesqually                                                            |
| Stefan Keller                  | 1967–        | KKG                   | Schriftsteller, Dozent und Storytellingcoach.                                                                         |
| Otto Kesselkaul                | 1863–1933    | Königliches Gymnasium | Preußischer Landrat                                                                                                   |
| Joseph Klinkenberg             | 1857–1917    | Königliches Gymnasium | Gymnasiallehrer und Historiker                                                                                        |
| Wolfgang Koch                  | 1962–        | KKG                   | Physiker und Informatiker                                                                                             |
| Lothar Koenigs                 | 1965–        | KKG                   | Dirigent |
| Jens Jürgen Korff              | 1960–        | KKG                   | Autor |
| Max Krabbel                    | 1887–1961    | KKG                   | Chirurg und Verfechter der Eugenik                                                                                    |
| Heinrich Kranz                 | 1901–1979    | KKG                   | deutscher Erbpsychiater und Neurologe                                                                                 |
| Adam Kuckhoff                  | 1887–1943    | KKG                   | deutscher Schriftsteller, von den Nazis ermordeter Widerstandskämpfer                                                 |
| Ildikó von Kürthy              | 1968–        | KKG                   | deutsche Autorin und Journalistin                                                                                     |
| Alfons Labisch                 | 1946–        | KKG                   | Historiker, Soziologe und Arzt; Rektor der Universität Düsseldorf                                                     |
| Heinrich Lausberg              | 1912–1992    | KKG                   | Verfasser grundlegender Werke zu Fragen der Rhetorik                                                                  |
| Albert Lauscher                | 1872–1944    | Königliches Gymnasium | Theologe und Politiker der Zentrumspartei                                                                             |
| Verena Lepper                  | 1973–        | KKG                   | Ägyptologin |
| Bernhard Maximilian Lersch     | 1817–1902    | Augustinum            | Arzt und Naturwissenschaftler                                                                                         |
| Theo Lieven                    | 1952–        | KKG                   | Unternehmer |
| Joseph Lingens                 | 1818–1902    | Augustinum            | Politiker (Zentrumspartei) und Reichstagsabgeordneter                                                                 |
| Jürgen von der Lippe           | 1948–        | KKG                   | bürgerlich: Hans-Jürgen Hubert Dohrenkamp; Comedian,                                                                  |
| Hugo Loersch                   | 1840–1907    | Königliches Gymnasium | Rechtshistoriker und Denkmalpfleger                                                                                   |
| Franz Loogen                   | 1919–2010    | KKG                   | deutscher Kardiologe                                                                                                  |
| German Hubert Christian Maaßen | 1825–1910    | Augustinum            | katholischer Pfarrer und Althistoriker                                                                                |
| Heinz Malangré                 | 1930–2017    | KKG                   | Manager und Verleger                                                                                                  |
| Kurt Malangré                  | 1934–2018    | KKG                   | ehemaliger Oberbürgermeister von Aachen                                                                               |
| Josef Martinelli               | 1936–        | KKG                   | städtischer Beamter und als Fußballspieler 1969 Bundesliga-Vizemeister                                                |
| Ludwig Mathar                  | 1882–1958    | KKG                   | deutscher Schriftsteller                                                                                              |
| Andreas Meitzner               | 1956–        | KKG                   | Diplomat, Botschafter der Bundesrepublik Deutschland im Königreich Dänemark                                           |
| Karl Franz Meyer               | 1728–1795    | Marianum              | Historiker und Notar sowie Leiter des Archivs der Stadt Aachen                                                        |
| Karl Franz Leonhard Meyer      | 1763–1821    | Marianum              | Historiker, Privatgelehrter und Leiter des Archivs der Stadt Aachen                                                   |
| Johann Peter Joseph Monheim    | 1786–1855    | Marianum              | Apotheker, Chemiker und Politiker                                                                                     |
| Karl von Monschau              | 1944–        | KKG                   | geboren als Karl Winter, Objektkünstler                                                                               |
| Joseph Müller                  | 1802–1872    | Marianum              | Philologe und Naturforscher sowie Mundartdichter                                                                      |
| Detlef Müller-Böling           | 1948–        | KKG                   | Wirtschafts- und Sozialwissenschaftler                                                                                |
| Josef Nacken                   | 1860–1922    | Königliches Gymnasium | Politiker der Zentrumspartei                                                                                          |
| Hermann Josef Nellessen        | 1923–2004    | KKG                   | Pianist, Dirigent und Komponist                                                                                       |
| Franz-Josef Neumann            | 1955–        | KKG                   | Mediziner, Geschäftsführender Ärztlicher Direktor des Herzzentrums Bad Krozingen                                      |
| Johann Peter Anselm Nickes     | 1825–1866    | Augustinum            | Benediktiner |
| Franz Oppenhoff                | 1902–1945    | KKG                   | von den Nazis ermordeter Bürgermeister der Stadt Aachen                                                               |
| Joseph Oppenhoff               | 1868–1958    | Königliches Gymnasium | Landgerichtspräsident in Aachen                                                                                       |
| Friedrich Pauwels              | 1885–1980    | KKG                   | Orthopäde und Biomechaniker                                                                                           |
| Matthias Goswin Pelzer         | 1754–1814    | Marianum              | Syndikus von Aachen sowie Präsident des Kantons Aix-la-Chapelle                                                       |
| Rudolf Pohl                    | 1924–2021    | KKG                   | Prälat und Kirchenmusiker sowie Domkapellmeister a. D.                                                                |
| Josef Ponten                   | 1883–1940    | KKG                   | Schriftsteller und Kunsthistoriker                                                                                    |
| Johann Pütz                    | 1851–1945    | Königliches Gymnasium | katholischer Geistlicher                                                                                              |
| Wilhelm Rombach                | 1884–1973    | KKG                   | Landrat von Düren, Oberbürgermeister von Aachen und Regierungspräsident                                               |
| Karl Eduard Rothschuh          | 1908–1984    | KKG                   | Herzphysiologe und Medizinhistoriker                                                                                  |
| Georg Rudinger                 | 1942–        | KKG                   | Gerontologe |
| Wilhelm Salber                 | 1928–2016    | KKG                   | Psychologe und Philosoph                                                                                              |
| Klaus Sallmann                 | 1934–2023    | KKG                   | Altphilologe |
| Heinrich Schiffers             | 1894–1955    | KKG                   | Archivar |
| Leonhard Schmitz               | 1807–1890    | Augustinum            | Altphilologe und Althistoriker                                                                                        |
| Hermann Schnitzler             | 1905–1976    | KKG                   | Kunsthistoriker |
| Felix Seulen                   | 1900–1958    | KKG                   | Landrat in Eupen und Malmedy sowie Oberkreisdirektor in Aachen                                                        |
| Hans Siemons                   | 1930–2006    | KKG                   | Journalist |
| Thaddäus Soiron                | 1881–1957    | KKG                   | Franziskaner (OFM), Theologe und Hochschullehrer                                                                      |
| Karl Walter Sprungala          | 1957–2022    | KKG                   | Theater- und Filmschauspieler                                                                                         |
| Hans Stercken                  | 1923–1999    | KKG                   | Journalist und Politiker (CDU)                                                                                        |
| Hermann Sträter                | 1891–1956    | KKG                   | Verwaltungsbeamter und Landrat des Landkreises Aachen                                                                 |
| Hermann Joseph Sträter         | 1866–1943    | Königliches Gymnasium | Aachener Münsterprobst und Weihbischof in Köln und Aachen                                                             |
| Bernhard van Treeck            | 1964–        | KKG                   | Facharzt für Psychiatrie und Psychotherapie sowie unparteiisches Mitglied im Gemeinsamen Bundesausschuss              |
| Wolfgang Trees                 | 1942–2009    | KKG                   | ehemaliger Redakteur der Aachener Nachrichten und Heimatbuchautor                                                     |
| Kaspar Vallot                  | 1925–2024    | KKG                   | ehemaliger Chefredakteur der Aachener Nachrichten                                                                     |
| Viktor Vanberg                 | 1943–        | KKG                   | Hochschullehrer für Wirtschaftspolitik                                                                                |
| Joseph Heinrich Peter Vogt     | 1865–1937    | Königliches Gymnasium | Kirchenrechtler und erster Bischof von Aachen                                                                         |
| Dirk Edmund Zerwas             | 1968–        | KKG                   | Elementarteilchenphysiker                                                                                             |
| Carl Eugen Zimmermann          | 1828–1902    | Augustinum            | Baumeister und Beigeordneter Bürgermeister der Stadt Aachen                                                           |